# Barrowiella butleri
Barrowiella butleri är en insektsart som beskrevs av Courtenay N. Smithers 1984. Barrowiella butleri ingår i släktet Barrowiella och familjen Berothidae. Inga underarter finns listade i Catalogue of Life.